# Not Forgotten
Not Forgotten è un film statunitense del 2009 diretto da Dror Soref.